# Azazel

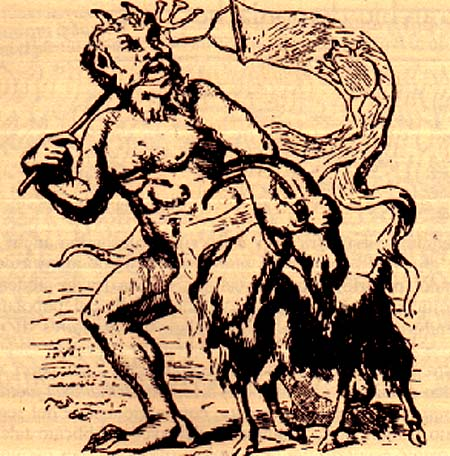
Wyobrażenie Azazela, z Dictionnaire Infernal Jacques Collin de Plancy (Paryż, 1825)

Azazel (hebr. עזאזל, arab. عزازل Azazil) – upadły anioł występujący w mitologii hebrajskiej i muzułmańskiej, znany również pod imionami Azael, Hazazel i Assasello. Jego imię oznacza „Bóg umacnia”, a z hebrajskiego „ten, który się oddalił”.
Według Maurice Bouisson Azazel był pierwotnie semickim bogiem trzód, a dopiero w późniejszym czasie został zdegradowany do rangi demona. Bernard Bamberger twierdzi, że był on pierwszym upadłym aniołem. Jacques Collin de Plancy uważa go za demona drugiego rzędu i strażnika kozich stad. Święty Ireneusz sądził, że mimo upadku jest wciąż potężnym aniołem.

## Azazel w Biblii
W Księdze Kapłańskiej (16, 8-10) jest demonem pustyni, któremu Aaron poświęcił jednego z kozłów ofiarnych. Od tamtej pory podczas Jom Kipur wypuszczano (lub, według Talmudu, traktatu Joma 39a i 67b, strącano ze skały, czego nie opisuje sama Biblia) na Pustyni Judzkiej kozła, który był ofiarowywany Azazelowi.
Obok tradycyjnego rozumienia Azazela jako imienia demona pustyni zaproponowano również rozwiązania alternatywne. Według Augusta Strobela chodzi tutaj o opisaną w Talmudzie przepaść, z której zrzucano kozła ofiarnego. Sama Biblia jednak nic nie wspomina o takiej praktyce. Bernd Janowski i Gernot Wilhelm, na podstawie podobieństwa z akadyjskim słowem „gniewać się”, tłumaczą „dla Azazela” jako „dla [eliminacji] Bożego gniewu”. Z kolei Manfried Dietrich i Oswald Loretz przez analogię ze słownictwem ugaryckim tłumaczą „Azazel” jako „Bóg jest mocny”. Manfred Görg przez analogię ze słownictwem egipskim przekłada imię Azazel jako „ten, który usuwa winę”. Henrik Pfeiffer widzi związek z hebrajskimi wyrazami „koza” i „odejście”, przez co uważa termin „Azazel” za opis samego przebiegu rytuału.
Zgodnie z tą ostatnią hipotezą, słowo azazel (a w zasadzie ezazal) znaczyłoby „koza odeszła” i mogłoby zostać potraktowane jako termin techniczny na rodzaj ofiary. Z tej perspektywy fraza ha-sair le-ezazal oznaczałaby „kozła [ofiarowanego] jako ezazal”, analogicznie do frazy le-molk wzmiankowanej w Kpł 18,21; 20,1–8 a interpretowanej niekiedy jako „dla Molocha”. Po tej linii interpretacji poszli tłumacze Septuaginty, którzy frazę לעזאזל przełożyli w wersetach Kpł 16:8, 10 jako apopompaios, czyli „odnoszący, odprowadzający”, a w wersecie 26 całe określenie ha-sair le-ezazal oddali jako ton chimaron ton diestalmenon, czyli „kozioł odłączenia”. Ta interpretacja została później spopularyzowana przez Wulgatę, która we wszystkich tych miejscach zawiera określenie capro emissario, co z kolei stało się podstawą dla tłumaczenia obecnego w niektórych wczesnych przekładach Biblii na języki narodowe: na przykład scapegoat w Biblii Króla Jakuba, czy „kozioł wypuszczalny” w Biblii Jakuba Wujka.

## Azazel we wczesnej literaturze rabinicznej
W Talmudzie babilońskim termin azazel jest wzmiankowany raz w traktacie Hullin 11b oraz kilkukrotnie w traktacie Joma na stronach 37a, 62a–b i 67b. Szczególnie interesujący jest ten ostatni przypadek, ponieważ znajduje się tam rabiniczne wytłumaczenie znaczenia rzeczonego terminu.
Nasi rabini nauczali: [słowo] azazel oznacza, że jest surowe (hebr. az) i niedostępne. [By uniknąć przypuszczenia, że chodzi tutaj o] miejsce zamieszkałe, Biblia mówi „na pustynię” (Kpł 16:10). A skąd wiadomo, że chodzi tutaj o zbocze? Stąd, że Biblia mówi o [ziemi] odciętej (Kpł 16:22).
[W barajcie nauczano]: [słowo] azazel oznacza niedostępne [miejsce], które jest w górach. (…)

Szkoła rabbiego Iszmaela naucza: [słowo] azazel oznacza, że jest to przebłaganie za czyny Uzy i Azaela.
Wszystkie te interpretacje bazują na grze językowej i rozpoznają w słowie azazel nazwę jakiegoś „niedostępnego” (z hebrajskiego az, oznaczającego dosłownie „silny, niebezpieczny”), stromego zbocza w górach na Pustyni Judzkiej. Z tej perspektywy ha-sair la-azazel to „kozioł, [który ma zostać odesłany] do Azazel”. Z formalnego punktu widzenia interpretacja ta stanowi przykład etymologii ludowej będącej w istocie grą słów umożliwiającą przytoczenie jakiejś innej tradycji i powiązanie jej z danym toponimem. W tym konkretnym przypadku tekst wpisuje się w nurt interpretacji znaczenia słowa azazel jako miejsca, ale przywołuje dwa inne słowa: „Uza” i „Azael”. Jakkolwiek Talmud nie wzmiankuje ich już nigdzie indziej, to o tym, że są to imiona dwóch upadłych aniołów, wiadomo z późniejszych źródeł żydowskich, np. Zohar I 19b, 37a i Targum Pseudo-Jonatana do Rdz 6,4.
W targumach Azazel jest uznawany za kozła ofiarnego.

## Azazel w późniejszych wierzeniach hebrajskich
W Zoharze dosiada węża i jest wodzem chóru anielskiego bene elim lub iszim, do którego należą niżsi aniołowie (duchy ludzi). Także w tej księdze jest opisane uwiedzenie Azazela wraz z Szemchazajem przez trzy żeńskie demony. W Apokalipsie Abrahama jest uznawany za władcę piekła, który zwodzi ludzkość i jest przedstawiany w prawdziwej postaci jako demon z siedmioma wężowymi głowami, z czternastoma obliczami i dwunastoma skrzydłami. Według jednej z legend żydowskich anioł Azazel nie chciał pokłonić się pierwszemu człowiekowi – Adamowi przez co został ogłoszony „przeklętym Szatanem” (w Koranie aniołem tym był Iblis albo Eblis). Według innych legend nauczył on mężczyzn wykuwać miecze i tarcze, a kobiety malowania powiek i noszenia ozdób. W etiopskiej Księdze Henocha uważany jest za władcę 200 upadłych aniołów. Występuje również w Księdze Barucha. Według legendy Bóg posłał przeciwko Azazelowi Rafaela, który pokonując demona uwięził go pod kamieniami w Jaskini Dudaela.

## Wierzenia arabskie
Według legendy arabskiej Azazel odmówił złożenia hołdu Adamowi, twierdząc, że „syn ognia” – anioł – nie będzie kłaniał się „synowi gliny” (śmiertelnikowi). Za tę odmowę Bóg wygnał go z raju i zmienił jego imię na Eblis.

## Kościół Azazela
W Stanach Zjednoczonych istnieje grupa satanistyczna, Kościół Azazela, oddająca cześć Azazelowi jako najwyższemu bóstwu, reprezentującemu prawdziwą naturę ludzką.

## Wkulturze masowej

### W literaturze
- Azazel Boris Akunin
- Azazel Isaac Asimov
- Luis Barnavelt i duch w lustrze John Bellairs
- Mistrz i Małgorzata Michaił Bułhakow
- Raj utracony John Milton[12] – uznawany jest tam za cherubina, upadłego anioła i chorążego Szatana
- Szatańskie wersety Salman Rushdie
- Zbuntowane anioły Robertson Davies
- Bezsenni Graham Masterton
- Ja, diablica, Ja, anielica, Ja, potępiona Katarzyna Berenika Miszczuk
- Błękitnokrwiści Melissa de la Cruz
- Pojawia się również w książce Umberta Eco Imię róży, powołuje się na niego Remigiusz z Varagine[13].
- Miasto zagubionych dusz Cassandra Clare
- Władczyni Mroku K. C. Hiddenstorm – upadły anioł, przyjaciel Lucyfera, generał Piekielnej armii.

### W kinematografii
- W sieci zła (Fallen)[14] – amerykański film z 1998 roku
- Klątwa upadłych aniołów (Hex)[15] – brytyjski serial (2004-2005)
- Nie z tego świata (Supernatural)[16] – amerykański serial
- Upadłe anioły (Fallen)[17] – amerykański miniserial z 2007 roku
- High School DxD[18] – Anime 2008 roku
- X-Men: Pierwsza klasa (X-Men: First Class)[19] – amerykański film z 2011 roku
- Lucyfer – amerykański serial mający premierę w 2016 roku
- Sandman – serial na podstawie komiksów Neila Gaimana[20]

### Inne
- Dawn of Azazel – nowozelandzka grupa muzyczna grająca death metal

- The Binding of Isaac – Azazel jest jedną z dostępnych postaci

- Helltaker – Azazel, Ciekawski Anioł. Jest jedną z postaci, którą główny bohater gry przyłącza do swojego haremu demonicznych kobiet